# 1976 Kaverin
Az 1976 Kaverin (ideiglenes jelöléssel 1970 GC) a Naprendszer kisbolygóövében található aszteroida. Ljudmila Csernih fedezte fel 1970. április 1-jén.